# Ratnik

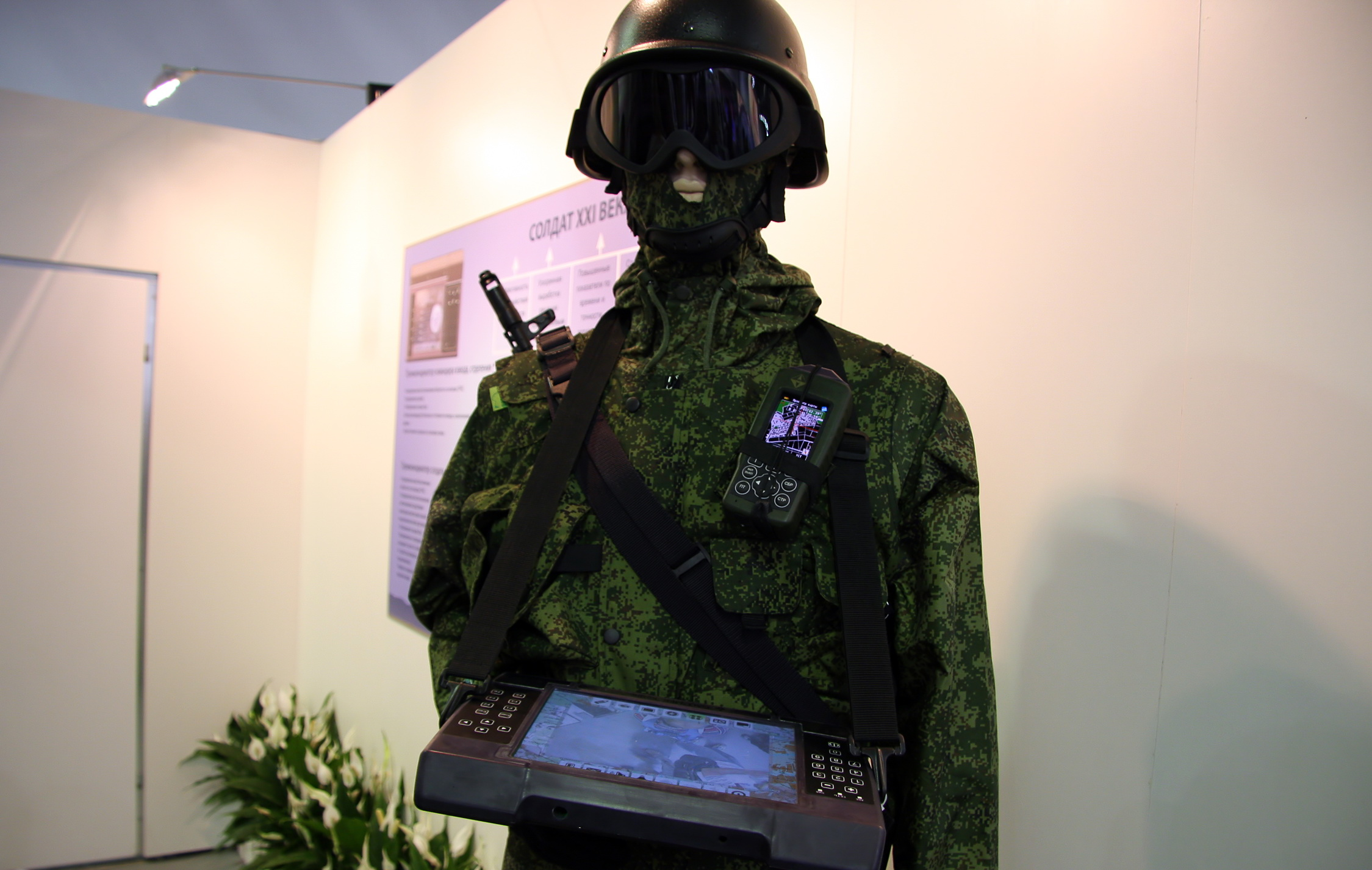
Navigační a řídicí systém

Ratnik (rusky Ратник) je projekt ruské armády zaměřený na modernizaci vybavení a řízení boje ruské pěchoty.

## Pozadí
NATO již v 90. letech začalo lépe chránit své pozemní síly a zvyšovat jejich efektivitu. Také ruská armáda pojala tento projekt (obecně nazývaný Future Soldier) jako příležitost přizpůsobit vybavení své pěchoty budoucím podmínkám. Program zahrnuje více než jen vývoj nového bojového obleku. Zaměřuje se zejména na komunikaci a shromažďování informací na bojišti. V první řadě jím mají být vybaveny speciální jednotky. Celkem do programu spadá více než 40 jednotlivých položek vybavení.

## Oblast působnosti

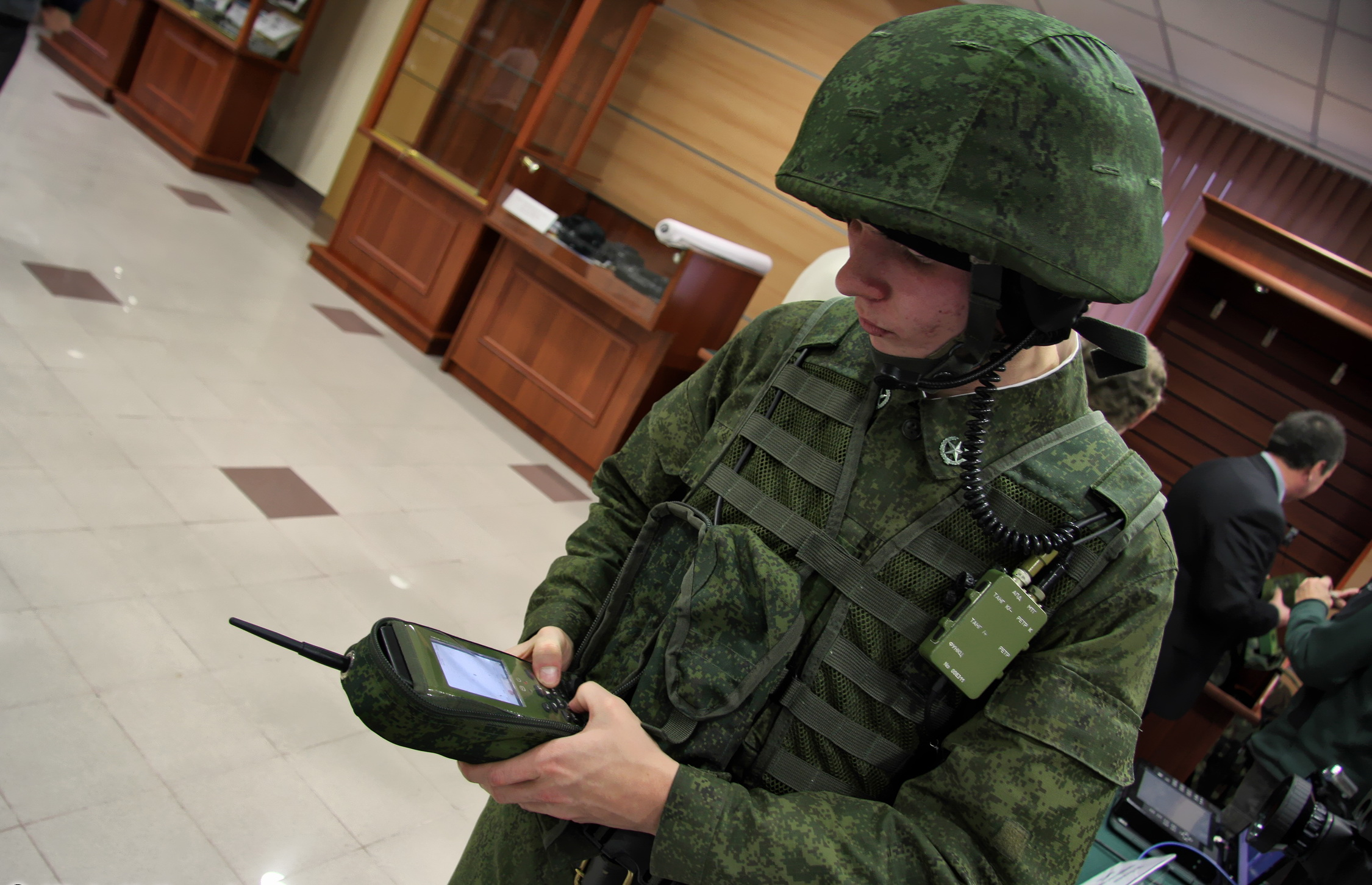
Bojový komunikační systém UNKW-03

- Ochranné vybavení: ochrana proti střelám z pěchotních zbraní a střepinám díky novým přilbám, neprůstřelným vestám a neprůstřelným pancířům
- Rádiové zařízení pro šifrovanou komunikaci
- Elektronické určování polohy a navigace prostřednictvím satelitních systémů, jako jsou GLONASS a GPS.
- Zařízení pro noční vidění a termovizi, reflexní zaměřovače
- Detekce přítele nebo nepřítele pro vojáky a bojová vozidla
- Zbraně a munice

| Komponent                        | Index GRAU | Obrázek |
| -------------------------------- | ---------- | ------- |
| Neprůstřelná vesta               | 6B45       |         |
| Ochranná vesta s nosnými popruhy | 6B46       |         |
| Vojenská přilba s montáží optiky | 6B47       |         |
| Modulová vesta s nosnými popruhy | 6Sch117    |         |

Jedním z nejdůležitějších bodů je nahrazení dosavadní standardní útočné pušky AK-74. Jako nové standardní zbraně jsou v užším výběru AK-103-4 a také AK-12. Obě jsou dalším vývojem osvědčené řady AK, zde však s důrazem na lepší modularitu prostřednictvím montážních lišt. Uvažovalo se také o zásadně novém vývoji (AEK-971), který je však nejistý kvůli nedostatku výrobních kapacit v závodě Degtyarov v Kovrově. Místo toho bude zbraně vyrábět závod skupiny Kalašnikov v Iževsku.

## Provedení
Program byl veřejnosti poprvé představen na veletrhu MAKS 2011. Vojskové zkoušky začaly následující rok. V roce 2014 již byly některé jednotky vybaveny součástkami Ratnik. Během krymské krize na jaře 2014 byli neoznačení vojáci specnaz obsazující Krym spatřeni s vybavením Ratnik. S každým rokem má být dodáno dalších 50 000 jednotek.